# Energía en la provincia de León

Localizaciones de las centrales térmicas y de las principales centrales hidroeléctricas.

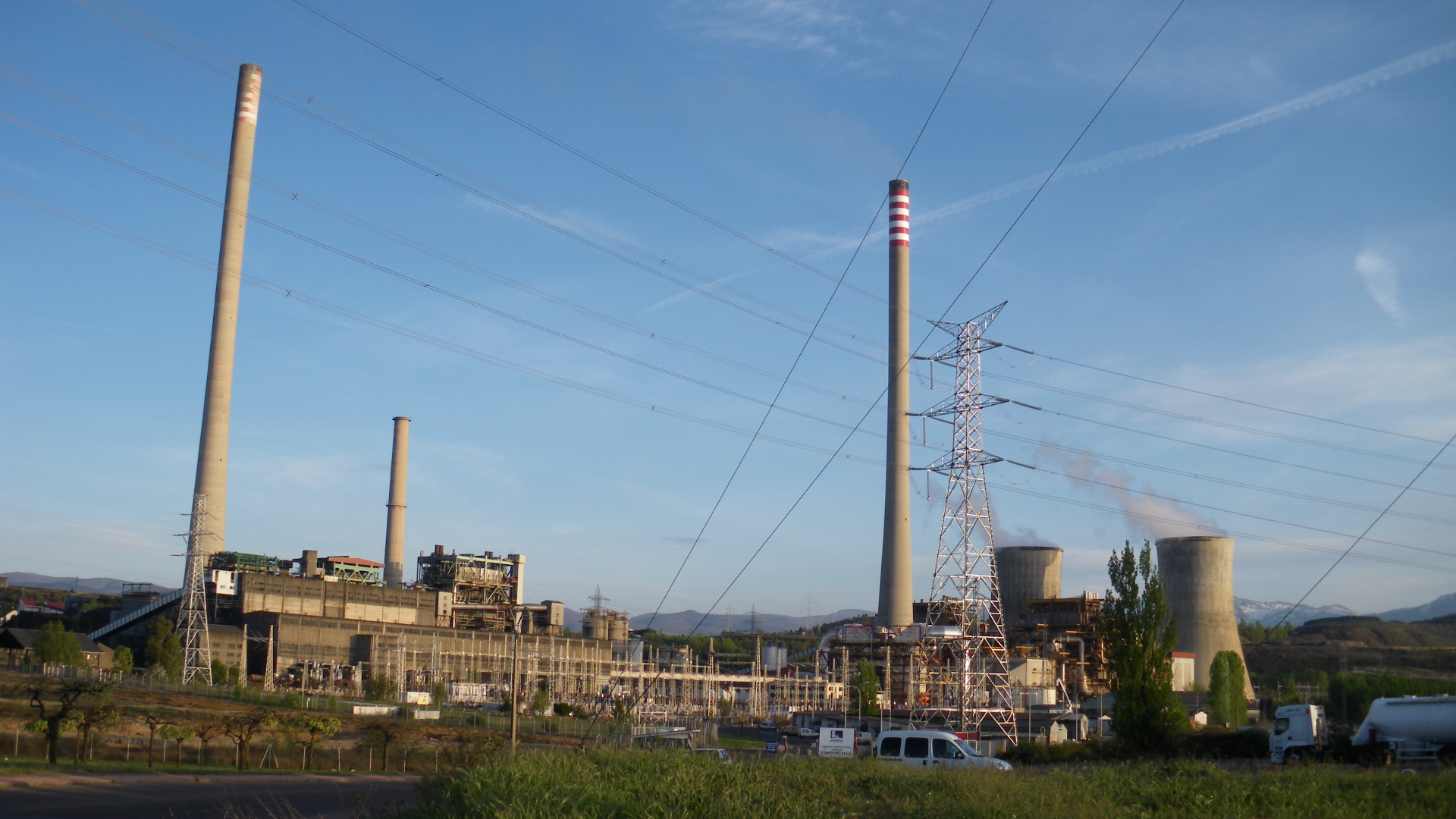
Central térmica de Compostilla II, en Cubillos del Sil.

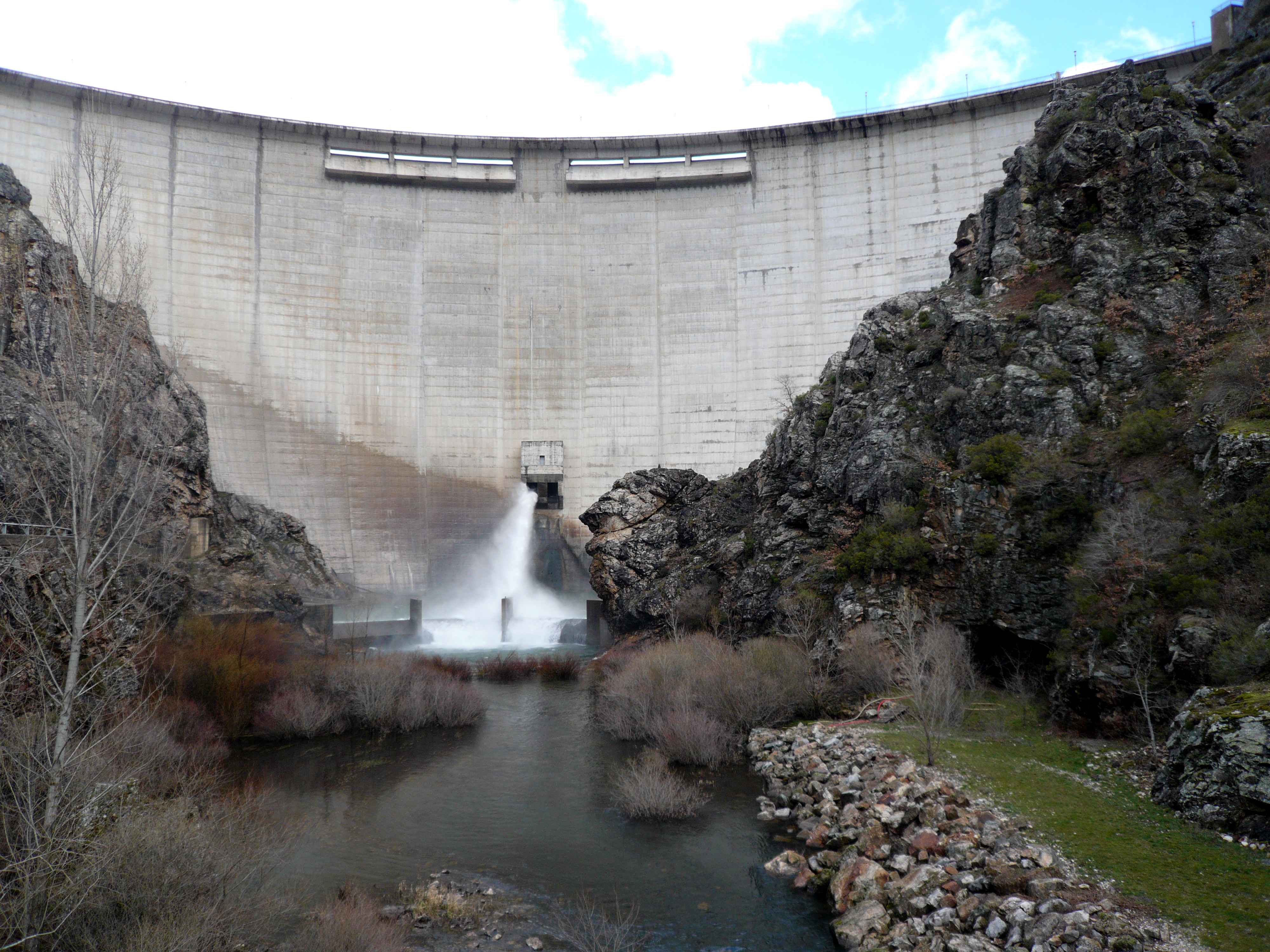
Muro del Embalse de Riaño, que sumergió la localidad homónima.

El sector de la energía en León supone aproximadamente el 11% del PIB provincial, pero su importancia va más allá de su participación en la producción total, puesto que es un sector estratégico del que necesitan todas las ramas de la actividad económica, y ésta es necesaria para cualquier clase de producción de bienes y servicios.

## Producción y consumo de energía
Durante el año 2009, la energía producida en la provincia ascendió a 5.192.550 MWh, tras un brusco descenso respecto al pasado año debido al parón producido en las centrales térmicas leonesas. En conjunto, las centrales térmicas produjeron 3.901.267 MWh, las centrales hidráulicas, tanto grandes presas como pequeños diques en los cauces de los ríos, produjeron por su parte 895.465 MWh; por último, los parques eólicos de la provincia produjeron 395.818 MWh, asignándose el resto a otros tipos de instalaciones eléctricas. 
En cuanto al consumo eléctrico, la provincia volvió a consumir tan solo una parte de lo producido, con 2.303.283 MWh consumidos, también con un ligero descenso respecto al pasado año. El consumo de gas natural alcanzó los 2.345.487 MWh, mientras que se quemaron 1.054.457 toneladas de carbón nacional y 222.071 de carbón importado. Se consumieron a su vez 72.429 toneladas de gasolina, 586.556 de gasóleo y 18.796 de fuelóleo. El consumo final de energía se situó por debajo de los 1,2 millones de toneladas equivalentes de petróleo.
Respecto al año 2008, la energía producida ascendió a 12.701.696 MWh, mientras que la provincia consumió tan solo una fracción de la misma; 2.478.241 MWh. El consumo de gas natural, por su parte, se situó en 2.677.885 MW. El consumo de carbón nacional en las tres centrales térmicas se sitúo en 3.254.062 de toneladas, mientras que se consumieron a su vez 1.534.565 toneladas de carbón importado. En cuanto al consumo de gasolina, gasóleo y fuelóleo, la provincia consumió 75.068 toneladas de gasolina, de las que la mayor parte correspondieron a gasolina sin plomo 95, 629.659 toneladas de gasóleo y 37.317 toneladas de fuelóleo. Con todo, el consumo final de energía de León superó las 1,2 millones de toneladas equivalentes de petróleo.

## Infraestructuras energéticas
La mayor parte de la potencia eléctrica instalada en la provincia es de origen térmico, con tres centrales que aprovechan los recursos carboníferos leoneses quemándolos junto a carbón de importación. Las tres centrales, por potencia instalada, son la central térmica de Compostilla, con 1.341 MW instalados, seguida por La Robla, con 620 MW instalados y finalmente por la central de Anllares, con 350 MW, en total, 2.311 MW instalados de origen térmico.
El aprovechamiento de los recursos hídricos se realiza a través de grandes presas y pequeñas centrales hidroeléctricas que aprovechan el curso de los ríos. Entre las principales centrales hidroeléctricas, se encuentra la central de Cornatel, con 132 MW, la central de la Remolina, con 85 MW, la central de Las Ondinas, de 83,5 MW, la central de Bárcena, con 61,2 MW, la central de Peñarada, con 38,6 MW, la central de Barrios de Luna, de 38,4 MW, la central de Santa Marina, de 35,1 MW y finalmente la central de Rioscuro de 15,5 MW entre las centrales de más de 10 MW.
En cuanto al aprovechamiento de la energía eólica, se encuentran en funcionamiento 9 parques con una potencia instalada de 225,75 MW. La generación de energía eléctrica se completa con pequeñas instalaciones de biomasa y huertos solares.